# Frank Gross
Pour les articles homonymes, voir Gross.

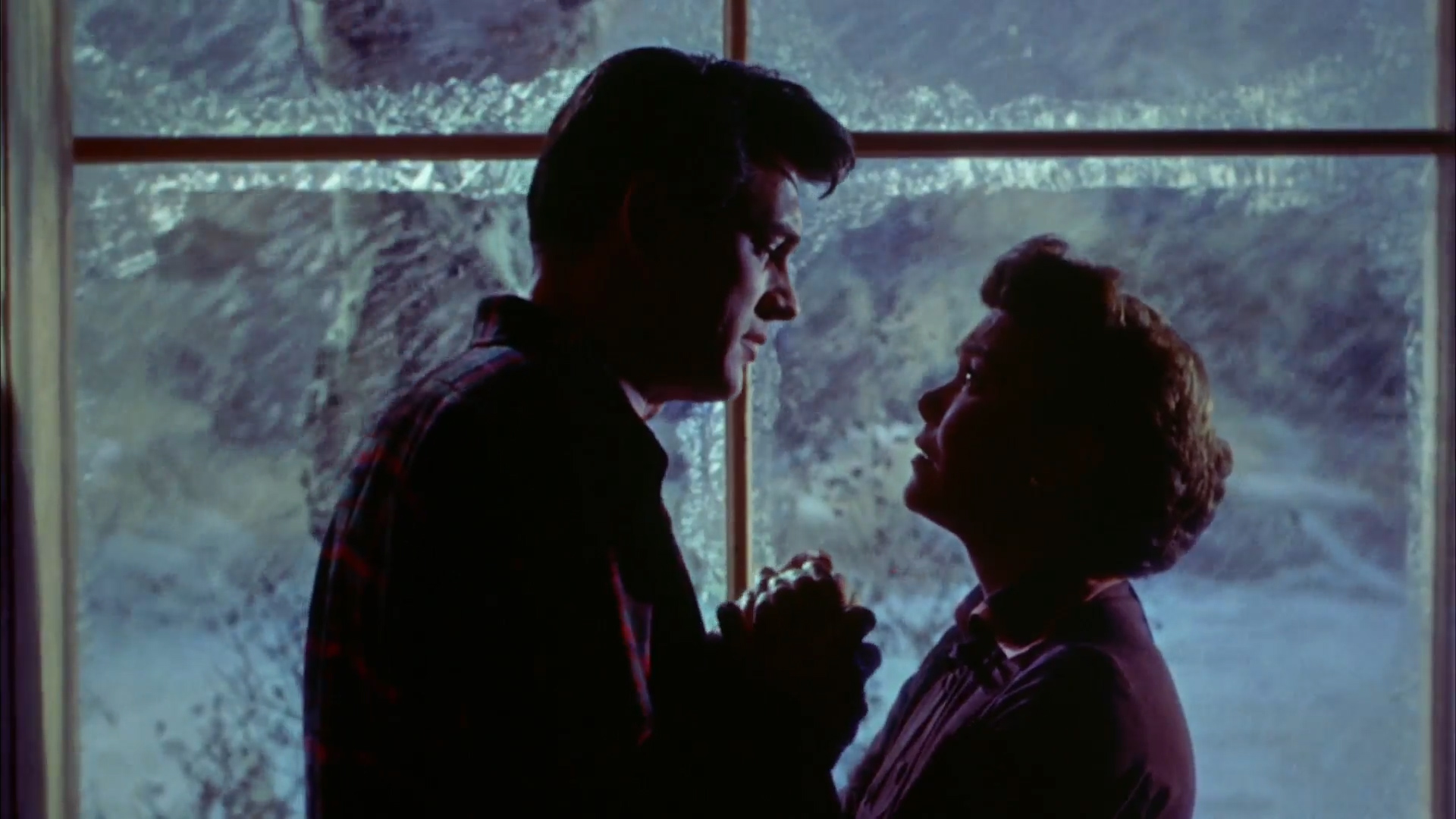
Tout ce que le ciel permet (1955), avec Rock Hudson et Jane Wyman

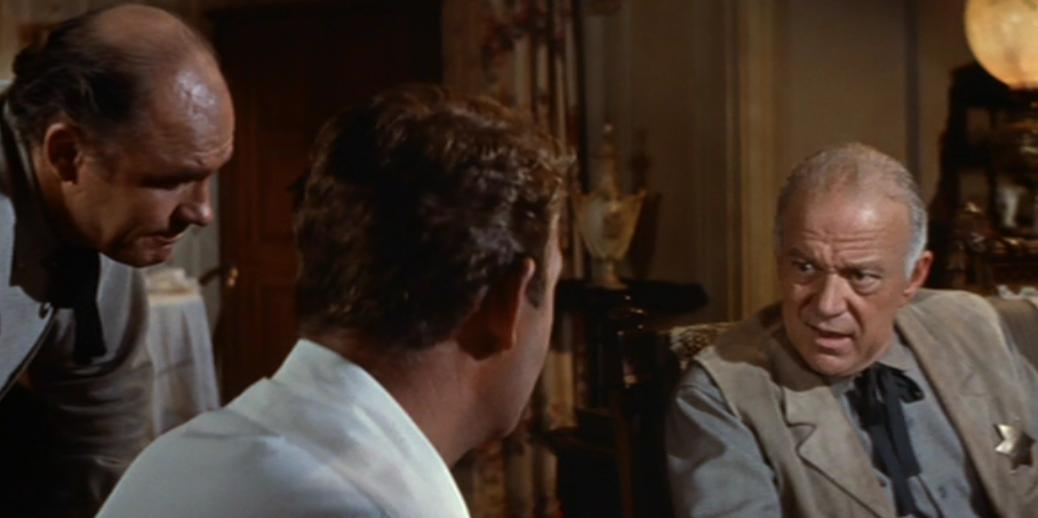
Une balle signée X (1959), avec R. G. Armstrong, Charles Drake et Willis Bouchey (de g. à d.)

Frank Gross — né le 13 décembre 1905 à Chicago (Illinois), mort le 28 février 1960 à Mexico (Mexique) — est un monteur américain, membre de l'ACE.

## Biographie
Au cinéma, principalement au sein d'Universal Pictures, il monte quatre-vingt-huit films américains (dont des westerns), le premier sorti en 1932.
Mentionnons La Belle Ensorceleuse de René Clair (1941, avec Marlene Dietrich et Bruce Cabot), Le monde lui appartient (1952, avec Gregory Peck et Ann Blyth) et Victime du destin (1953, avec Rock Hudson et Julie Adams), tous deux réalisés par Raoul Walsh, ou encore Tout ce que le ciel permet de Douglas Sirk (1955, avec Jane Wyman et Rock Hudson).
Son dernier film est Pollyanna de David Swift (avec Hayley Mills et Jane Wyman), sorti le 19 mai 1960, moins de trois mois après sa mort prématurée, à 54 ans.
Pour la télévision, Frank Gross travaille sur deux séries américaines à la fin des années 1950, dont Rawhide (deux épisodes, 1959).

## Filmographie partielle

### Cinéma
- 1932 : Tom Brown of Culver de William Wyler
- 1937 : On a volé cent mille dollars (We Have Our Moments) d'Alfred L. Werker
- 1938 : Tempête (The Storm) de Harold Young
- 1939 : La Maison de l'épouvante (The House of Fear) de Joe May
- 1939 : Les Petites Pestes (The Under-Pup) de Richard Wallace
- 1940 : La Femme invisible (The Invisible Woman) d'A. Edward Sutherland
- 1940 : Le Retour de l'homme invisible (The Invisible Man Returns) de Joe May
- 1941 : La Belle Ensorceleuse (The Flame of New Orleans) de René Clair
- 1941 : Au sud de Tahiti (South of Tahiti) de George Waggner
- 1942 : Le Fruit vert (Between Us Girls) de Henry Koster
- 1943 : Deux Nigauds dans la neige (Hit the Ice) de Charles Lamont
- 1943 : Deux Nigauds dans le foin (It Ain't Hay) d'Erle C. Kenton
- 1943 : Monsieur Swing (Mister Big) de Charles Lamont
- 1947 : La Belle Esclave (Slave Girl) de Charles Lamont
- 1947 : Deux Nigauds et leur veuve (The Wistful Widow of Wagon Gap) de Charles Barton
- 1947 : Schéhérazade (Song of Scheherazade) de Walter Reisch
- 1948 : Deux Nigauds contre Frankenstein (Abbott and Costello Meet Frankenstein) de Charles Barton
- 1948 : Deux Nigauds toréadors (Mexican Hayride) de Charles Barton
- 1948: Haute Pègre (Larceny) de George Sherman
- 1950 : Le Kid du Texas (The Kid from Texas) de Kurt Neumann
- 1950 : Brigade secrète (The Sleeping City) de George Sherman
- 1950 : Deux Nigauds légionnaires (Abbott and Costello in the Foreign Legion) de Charles Lamont
- 1950 : Sur le territoire des Comanches (Comanche Territory) de George Sherman
- 1951 : Le Signe des renégats (Mark of the Renegade), de Hugo Fregonese
- 1951 : Katie Did It de Frederick de Cordova
- 1952 : Le monde lui appartient (The World in His Arms) de Raoul Walsh
- 1952 : Les Boucaniers de la Jamaïque (Yankee Buccaneer) de Frederick de Cordova
- 1952 : À feu et à sang (The Cimarron Kid) de Budd Boetticher
- 1952 : À l'abordage (Against All Flags) de George Sherman
- 1953 : Victime du destin (The Lawless Breed) de Raoul Walsh
- 1953 : La Légion du Sahara (Desert Legion) de Joseph Pevney
- 1953 : À l'assaut du Fort Clark (War Arrow) de George Sherman
- 1955 : Ange ou Démon (The Shrike) de José Ferrer
- 1954 : Les Rebelles (Border River) de George Sherman
- 1954 : La Brigade héroïque (Saskatchewan) de Raoul Walsh
- 1954 : La Révolte des Cipayes (Bengal Brigade) de László Benedek
- 1955 : Grève d'amour (The Second Greatest Sex)  de George Marshall
- 1955 : Capitaine Mystère (Captain Lightfoot) de Douglas Sirk
- 1955 : Tout ce que le ciel permet (All That Heaven Allows) de Douglas Sirk
- 1959 : Une balle signée X (No Name on the Bullet) de Jack Arnold
- 1959 : Take a Giant Step de Philip Leacock
- 1959 : Les lâches meurent aussi (A Stranger in My Arms) de Helmut Käutner
- 1959 : Opération Jupons (Operation Petticoat) de Blake Edwards
- 1960 : Pollyanna de David Swift

### Télévision
- 1959 : Rawhide (série-western), saison 1, épisode 4 Les Malheurs de Sophie (Incident of the Widowed Dove) de Ted Post et épisode 9 Plus de peur que de mal (Incident of the Town in Terror) de Ted Post